# 58164 Reiwanohoshi
58164 Reiwanohoshi este o planetă minoră (asteroid) din centura de asteroizi. A fost descoperită pe 20 noiembrie 1989 la Geisei observatory⁠(d) de Tsutomu Seki și a fost numită după Perioada Reiwa. 
Obiectul prezintă o orbită caracterizată de o semiaxă mare de 2,474264260892 UAi, o excentricitate de 0,13329299085856, o înclinație de 5,4374289632469 ° în raport cu ecliptica.